# (90806) Rudaki
(90806) Rudaki es un asteroide perteneciente al cinturón de asteroides, región del sistema solar que se encuentra entre las órbitas de Marte y Júpiter.
Fue descubierto el 4 de enero de 1995 por Vincenzo Silvano Casulli desde el observatorio de Colleverde.

## Designación y nombre
Designado provisionalmente como 1995 AE fue nombrado en honor de Rudakí (858-941)  un poeta persa, considerado el fundador de la literatura persa clásica.

## Características orbitales
(90806) Rudaki está situado a una distancia media del Sol de 2,343 ua, pudiendo alejarse hasta 2,926 ua y acercarse hasta 1,761 ua. Su excentricidad es 0,249 y la inclinación orbital 20,361 grados. Emplea 1310,19 días en completar una órbita alrededor del Sol.

## Características físicas
La magnitud absoluta de (90806) Rudaki es 15,60. Tiene 2,443 km de diámetro y su albedo se estima en 0,202.